# Gaetano Caridi
Gaetano Caridi (Mosorrofa, 22 luglio 1980) è un allenatore di calcio ed ex calciatore italiano, di ruolo centrocampista, tecnico in seconda del Pisa.

## Caratteristiche tecniche

### Giocatore
Soprannominato Il Mago, Caridi era un fantasista in possesso di una buona visione di gioco, abile nel dribbling e freddo sotto rete.

## Carriera

### Giocatore
Muove i suoi primi passi nel settore giovanile della Greffa Mosorrofa e poi Reggina che nel 1998 lo cede al Chiasso, in Svizzera. Nel 2002 – nel corso della sessione invernale di mercato, voluto da Roberto Boninsegna – viene acquistato dal Mantova, con cui conquista una doppia promozione, contribuendo al ritorno dei virgiliani in Serie B a 32 anni di distanza dalla loro ultima apparizione nella serie cadetta. Esordisce in Serie B il 28 agosto 2005 contro il Modena (0-0). L'8 giugno 2006 segna una doppietta contro il Torino (4-2) nella gara di andata della finale play-off, valida per la promozione in Serie A. A prevalere saranno però i granata, che al ritorno si imporranno per 3-1. Il 30 giugno 2010 si svincola dopo il fallimento del Mantova.
L'11 agosto 2010 passa a parametro zero al Grosseto, firmando un contratto biennale. Esordisce con i maremmani il 15 agosto in Grosseto-Gubbio (5-0), valida per il secondo turno di Coppa Italia, andando a segno su rigore. Il 18 febbraio realizza al 96' il gol che decreta la vittoria dei biancorossi nel derby contro l'Empoli (2-1). Nonostante due infortuni, il primo a ottobre, il secondo a marzo, termina l'annata con 30 presenze e 11 reti, rivelandosi capocannoniere della squadra, disputando una buona stagione.
L'anno successivo viene eletto capitano della squadra. Il 6 gennaio 2012 nel corso del derby disputato contro il Livorno, terminato 1-1, realizza la rete del momentaneo vantaggio maremmano con un tiro al volo dai 20 metri che si infila sotto l'incrocio dei pali.
L'11 luglio 2012 si accorda a parametro zero con la Pro Vercelli, neopromossa in Serie B, sottoscrivendo un contratto biennale. Esordisce in campionato il 25 agosto in Pro Vercelli-Ternana (1-0). Il 2 gennaio 2013 firma un contratto di sei mesi – con opzione di rinnovo automatico in caso di promozione – con la Cremonese, in Lega Pro Prima Divisione. A fine stagione la società decide di confermarlo per la stagione successiva. Il 1º settembre 2014 torna al Mantova, legandosi alla società per mezzo di un contratto biennale. Il 4 luglio 2017 lascia il Mantova, accordandosi con il Rezzato, in Serie D.

### Allenatore
Terminata la carriera agonistica, il 15 luglio 2019 viene annunciato il suo ingresso nello staff tecnico della Pro Vercelli, nel ruolo di vice-allenatore alle spalle di Alberto Gilardino, che lo aveva allenato al Rezzato. Collabora con Gilardino anche nelle successive esperienze al Siena e al Genoa. Nel settembre del 2022 consegue a Coverciano il patentino UEFA A.

### Riconoscimenti
Il 2 settembre 2024 viene premiato dal Mantua Club Dal Platan ed entra nella Hall of Fame del Mantova Calcio.

## Statistiche

### Presenze e reti nei club
| Stagione               | Squadra                | Campionato             | Campionato | Campionato | Coppe nazionali | Coppe nazionali | Coppe nazionali | Coppe continentali | Coppe continentali | Coppe continentali | Altre coppe | Altre coppe | Altre coppe | Totale | Totale |
| Stagione               | Squadra                | Comp                   | Pres       | Reti       | Comp            | Pres            | Reti            | Comp               | Pres               | Reti               | Comp        | Pres        | Reti        | Pres   | Reti   |
| ---------------------- | ---------------------- | ---------------------- | ---------- | ---------- | --------------- | --------------- | --------------- | ------------------ | ------------------ | ------------------ | ----------- | ----------- | ----------- | ------ | ------ |
| 1999-2000              | Pontedera              | C2                     | 22+4       | 6          | CI-C            | 0               | 0               | -                  | -                  | -                  | -           | -           | -           | 26     | 4      |
| 2000-gen. 2001         | Alzano Virescit        | C1                     | 16         | 3          | CI+CI-C         | 2+0             | 0               | -                  | -                  | -                  | -           | -           | -           | 18     | 1      |
| gen.-giu. 2001         | Avellino               | C1                     | 10+2       | 3          | CI+CI-C         | -               | -               | -                  | -                  | -                  | -           | -           | -           | 12     | 3      |
| 2001-gen. 2002         | Alzano Virescit        | C1                     | 15         | 0          | CI-C            | 0               | 0               | -                  | -                  | -                  | -           | -           | -           | 17     | 0      |
| Totale Alzano Virescit | Totale Alzano Virescit | Totale Alzano Virescit | 31         | 1          |                 | 2               | 0               |                    | -                  | -                  |             | -           | -           | 33     | 1      |
| gen.-giu. 2002         | Mantova                | C1                     | 12         | 1          | CI-C            | -               | -               | -                  | -                  | -                  | -           | -           | -           | 12     | 1      |
| 2002-2003              | Mantova                | C2                     | 31+2       | 3          | CI-C            | 0               | 0               | -                  | -                  | -                  | -           | -           | -           | 33     | 3      |
| 2003-2004              | Mantova                | C2                     | 24         | 4          | CI-C            | 2               | 1               | -                  | -                  | -                  | -           | -           | -           | 26     | 5      |
| 2004-2005              | Mantova                | C1                     | 30+4       | 3+2        | CI-C            | 3               | 1               | -                  | -                  | -                  | -           | -           | -           | 37     | 6      |
| 2005-2006              | Mantova                | B                      | 38+4       | 7+2        | CI              | 1               | 0               | -                  | -                  | -                  | -           | -           | -           | 43     | 9      |
| 2006-2007              | Mantova                | B                      | 38         | 11         | CI              | 2               | 2               | -                  | -                  | -                  | -           | -           | -           | 40     | 13     |
| 2007-2008              | Mantova                | B                      | 25         | 5          | CI              | 1               | 0               | -                  | -                  | -                  | -           | -           | -           | 26     | 5      |
| 2008-2009              | Mantova                | B                      | 34         | 8          | CI              | 2               | 0               | -                  | -                  | -                  | -           | -           | -           | 36     | 8      |
| 2009-2010              | Mantova                | B                      | 34         | 9          | CI              | 2               | 1               | -                  | -                  | -                  | -           | -           | -           | 36     | 10     |
| 2010-2011              | Grosseto               | B                      | 29         | 10         | CI              | 1               | 1               | -                  | -                  | -                  | -           | -           | -           | 30     | 11     |
| 2011-2012              | Grosseto               | B                      | 35         | 7          | CI              | 2               | 1               | -                  | -                  | -                  | -           | -           | -           | 37     | 8      |
| Totale Grosseto        | Totale Grosseto        | Totale Grosseto        | 64         | 17         |                 | 3               | 2               |                    | -                  | -                  |             | -           | -           | 67     | 19     |
| 2012-gen. 2013         | Pro Vercelli           | B                      | 17         | 1          | CI              | 1               | 0               | -                  | -                  | -                  | -           | -           | -           | 18     | 1      |
| gen.-giu. 2013         | Cremonese              | 1D                     | 13         | 2          | CI+CI-LP        | -               | -               | -                  | -                  | -                  | -           | -           | -           | 13     | 2      |
| 2013-2014              | Cremonese              | 1D                     | 25+2       | 2          | CI+CI-LP        | 2+6             | 0               | -                  | -                  | -                  | -           | -           | -           | 35     | 2      |
| Totale Cremonese       | Totale Cremonese       | Totale Cremonese       | 38+2       | 4          |                 | 8               | 0               |                    | -                  | -                  |             | -           | -           | 48     | 4      |
| 2014-2015              | Mantova                | LP                     | 28         | 4          | CI-LP           | 0               | 0               | -                  | -                  | -                  | -           | -           | -           | 28     | 4      |
| 2015-2016              | Mantova                | LP                     | 23+2       | 5          | CI-LP           | 1               | 0               | -                  | -                  | -                  | -           | -           | -           | 26     | 5      |
| 2016-2017              | Mantova                | LP                     | 32         | 6          | CI-LP           | 2               | 0               | -                  | -                  | -                  | -           | -           | -           | 34     | 6      |
| Totale Mantova         | Totale Mantova         | Totale Mantova         | 349+12     | 65+4       |                 | 16              | 5               |                    | -                  | -                  |             | -           | -           | 377    | 75     |
| 2017-2018              | Rezzato                | D                      | 21+1       | 4          | CI-D            | 1               | 0               | -                  | -                  | -                  | -           | -           | -           | 23     | 4      |
| 2018-2019              | Rezzato                | D                      | 31+1       | 1          | CI+CI-D         | 2+3             | 0               | -                  | -                  | -                  | -           | -           | -           | 37     | 1      |
| Totale Rezzato         | Totale Rezzato         | Totale Rezzato         | 52+2       | 5          |                 | 6               | 0               |                    | -                  | -                  |             | -           | -           | 60     | 5      |
| Totale carriera        | Totale carriera        | Totale carriera        | 603        | 101        |                 | 36              | 7               |                    | -                  | -                  |             | -           | -           | 641    | 108    |

## Palmarès

### Club

#### Competizioni nazionali
- Campionato italiano Serie C2: 1

Mantova: 2003-2004 (Girone A)